# The Bright Side (Film)
The Bright Side ist eine Tragikomödie von Ruth Meehan, die im November 2020 beim Cork International Film Festival vorgestellt wurde. 

## Handlung
Die Stand-up-Comedienne Kate treibt recht ziellos durch ihr Leben, in dem sie keinen wirklichen Sinn mehr erkennt. Die Beziehung zu ihrer Mutter ist problematisch, auch gegenüber ihrem verstorbenen Vater war sie dies. Nur mit ihrem Bruder kann sie umgehen. Ihre gescheiterten Beziehungen verarbeitet Kate in ihrem Job. Die Geschichten sind Material für ihre Comedy-Shows, und jeder persönliche Rückschlag wird darin in eine Pointe verwandelt. Einer dieser Rückschläge ist auch das Vorsprechen für einen Werbespot für Toilettenpapier, für den sie sich als Marilyn Monroe verkleidet.
Bei einem Sturz werden einige von Kates Rippen verletzt. Während der Röntgenaufnahme entdeckt man einen Knoten in ihrer linken Brust. Da Kate eh lebensmüde ist, nimmt sie die Diagnose als Ausrede für ihren Abschied aus dem Leben mit einer Überdosis, doch sie überlebt diesen Selbstmordversuch. Widerwillig entscheidet sie sich für eine Chemotherapie. Die Selbsthilfegruppe, die gemeinsam mit ihr die Therapie durchläuft, besteht aus Fiona, der alten Róisín, Helen und Tracy. Vor allem Letztere hängt sehr am Leben, das Kate gleichgültig geworden zu sein scheint, doch ihre ersten Berührungen mit dem Tod bringen sie langsam zu einem Umdenken.

## Produktion
„Nennen wir es Midlife-Crisis, wenn man einen Punkt erreicht, an dem nichts mehr Sinn macht. […] Du schaust zurück und denkst: Ist es das gewesen? Dann wirst du krank. Und alles verändert sich.“

Regie führte Ruth Meehan, die gemeinsam mit Jean Pasley auch das Drehbuch schrieb. Der Film und insbesondere die Charakterisierung der Hauptfigur Kate sind von einer Kombination von Meehans eigener Geschichte, deren Schwester Alacoque an Krebs verstarb und Anne Gildeas Erfahrungen als Krebspatientin inspiriert, die diese in ihren Memoiren I’ve Got Cancer, What’s Your Excuse? verarbeitete. Im Jahr 2015, dem Winter, nachdem Meehan ihre Schwester Alacoque an Krebs verloren hatte, war sie völlig am Boden und nahm mit Gildea, die zwei Jahre zuvor ihre Memoiren veröffentlichte, Kontakt auf. Der Film ist „Alacoque + Mago und Kriegerinnen überall“ gewidmet.
Die Schauspielerin Gemma-Leah Devereux ist in der Hauptrolle von Kate zu sehen. Die vier Frauen, die Kate während ihrer Therapie in der Selbsthilfegruppe begleiten, werden von Karen Egan (Fiona), Barbara Brennan (Róisín), Siobhán Cullen (Tracy) und Derbhle Crotty (Helen) gespielt. Tom Vaughan-Lawlor spielt in einer Nebenrolle Andy, einen verwitweten Apotheker, der ein Auge auf Kate geworfen hat.
Die Weltpremiere erfolgte am 9. November 2020 beim Cork International Film Festival.

## Rezeption

### Kritiken
Davide Abbatescianni schreibt in seiner Kritik im Online-Kinomagazin Cineuropa, während manch eine Szene den Zuschauer unterhalten und erheitern dürfte, würden einen anderen hart treffen, ohne Zuckerüberzug oder Trost. Dieser Mechanismus funktioniere sehr gut und bringe das Publikum dazu, Kates Entwicklung zu verfolgen, zunächst bewaffnet mit einem erstaunlichen Maß an Zynismus und schwarzem Humor, was der Erzählung große Glaubwürdigkeit verleihe und sich als erfolgreicher Ansatz bei der Bewältigung eines solch komplexen Themas erweise. Kates Charakter besitze die richtige Tiefe und bei dessen Entwicklung scheine besondere Sorgfalt angewendet worden zu sein, was sich insbesondere in ihrem Sinn für Humor, ihrer Impulsivität und vielen anderen Details zeige, wie beispielsweise ihren zahlreichen Perückenwechseln oder ihren Monologen mit ihren Brüsten, so Abbatescianni. Im Allgemeinen werde das Thema Weiblichkeit von Ruth Meehan mit Fingerspitzengefühl und Sensibilität untersucht, lasse aber dennoch Raum für gute Pointen und Witz. Kates innerer Zustand der Unsicherheit werde durch die düstere Kamera von JJ Rolfe und die atmosphärische Partitur von Stephen Rennicks unterstrichen / gut wiedergegeben.

### Auszeichnungen
Cork International Film Festival 2020
- Auszeichnung mit dem Publikumspreis[11]

Edinburgh International Film Festival 2021
- Nominierung für den Publikumspreis[12]

Irish Film and Television Awards 2022
- Nominierung als Beste Hauptdarstellerin (Gemma-Leah Devereux)
- Nominierung als Bester Nebendarsteller (Tom Vaughan-Lawlor)[13]

Prague International Film Festival – Febiofest 2021
- Nominierung im Wettbewerb[14]